# شبه جزیره زامبوانگا
شبه جزیره زامبوانگا (به لاتین: Zamboanga Peninsula) یک منطقهٔ مسکونی در فیلیپین است که در Mindanao واقع شده‌است.